# 東勢 (新竹市)
東勢，是台灣新竹市的一個地名，在今東區西部，範圍包括前溪里南側、東園里、東勢里、光復里北側、公園里北側、三民里、東山里及豐功里西側等地，核心位於東勢里。現今新竹市東區亦設有東勢聯里，但範圍不同，為前溪里、東園里、東勢里、光復里、公園里、建華里、東山里、綠水里、水源里、千甲里。

## 歷史
台灣清治末期至日治前期，該地區為一街庄，稱為「東勢庄」，取名源自「竹塹城東側」，而非任何名為東勢的聚落，隸屬於竹北一堡。該庄北與溪埔仔庄為鄰，東北與二十張犁庄為鄰，東與九甲埔庄、埔頂庄為鄰，南邊為赤土崎庄，西南邊為新竹街，西北邊為水田庄。在《臺灣堡圖》中，東勢庄下共有下東店（今三民里）、埔心（今東光路、公園路口一帶）、後庄（今忠孝路以北的東明街）、潭後（今東勢街、忠孝路口一帶）、埤腳（今八德路、東勝路、東光路交會一帶）五大聚落，並以龍台宮為信仰中心。位於水田庄跟東勢庄交界處的羗藔（今經國路、鐵道路口一帶）；以及位於赤土崎庄與東勢庄交界處的牛路橋（今馬階醫院一帶），通常被列為水田庄和赤土崎庄的聚落，但廣義上的東勢也會將這兩個聚落列入。
1920年（日治大正九年），改制為「東勢」大字，隸屬於新竹州新竹郡新竹街。1930年新竹街升格為新竹市，該地區仍屬之。戰後之初新竹市改制為省轄市，大字亦改制為里。其後因人口增加，已拆分為許多個里。

## 交通
台鐵縱貫線、內灣線以東北—西南走向穿越本地區，並設有北新竹車站。當地居民可搭區間車前往縱貫線南北各地車站，亦可至新竹車站轉搭自強號、莒光號等高級列車快速前往南北各地。另外，可由內灣線往東至竹中車站轉六家線前往六家車站，在緊臨的高鐵新竹站轉搭高鐵快速前往全台各地；亦可續走內灣線前往竹東、內灣等地。
縣道122號穿越本地區西南部，往東可前往竹東，往西可前往南寮。

## 學校
- 新竹中學
- 新竹女中（位於邊界上）
- 新竹高商

## 廟宇
- 福龍山宮（土地祠）